# Langham Hotel
The Langham, London, er et af de største og bedst kendte traditionelle store hotellet i London, England. Det ligger i Marylebone på Langham Place og ud til Portland Place mod Regent's Park.
Hotellet har fem stjerner og 380 værelser, hvilket er en reduktion efter en renovering fra tidligere 425 værelser. Den restaurerede palmehave er blevet brugt til at servere afternoon tea siden 1865, og var med til at popularisere dette ganske nye måltid. Hotellet rummer også to restaurant The Landau og Wigmore British tavern (der begge fra Michel Roux Jr.), Artesian bar og et privat lokale til middage kaldet Postillion.

## Langham Hotel i populærkulturen
Hotellet blev brugt i James Bond-filmen GoldenEye (1995), hvor indgangspartiet blev brugt til eksteriør til Sankt Petersborgs Grand Hotel Europe. Interiøret blev filmet i et studie.
The Langham featured blev brugt i Michael Winterbottoms film Wonderland (1999), i udendørsoptagelser til Mary-Kate og Ashley Olsens tv-film Winning London (2001) og Garfield: A Tail of Two Kitties (2006).
The Langham's restaurant var den primære lokation i dramafilmen Burnt (2015), med Bradley Cooper.
Hotellet blev også brugt i første episode af femte sæson af den britiske tv-serie Hustle.